# Апель, Эрих
Эрих Ганс А́пель (нем. Erich Hans Apel; 3 октября 1917, Юденбах, Тюрингия — 3 декабря 1965, Восточный Берлин) — немецкий политик, член СЕПГ, председатель Государственной плановой комиссии ГДР в 1963—1965 годах.

## Биография
Эрих Апель родился в семье слесаря и швеи. Окончив среднюю школу, в 1932—1935 годах выучился на инструментальщика и слесаря. В 1935—1937 годах работал конструктором и инструментальщиком на фарфоровой фабрике в Нойхаус-ам-Ренвег. В 1937—1939 годах учился в инженерной школе в Ильменау, получил диплом инженера-машиностроителя. В 1939 году был призван в вермахт и откомандирован на полигон Пенемюнде, где работал над ракетой «Фау-2» у Вернера фон Брауна. После демобилизации остался работать там же инженером производства и ассистентом директора по производству.
Незадолго до разрушения испытательного центра от сброшенных британцами бомб Апель был откомандирован на завод Linke Hoffmann в Бреслау. По ходатайству от завода, изготавливавшего комплектующие для ракет «Фау-2», Апель в 1944 году получил отсрочку от призыва на фронт и был назначен ассистентом технического директора завода.
По окончании войны Апеля, высококлассного специалиста в ракетной технике, советские оккупационные власти отправили сначала в Нордхаузен, а затем в СССР на остров Городомля на Селигере, ныне посёлок Солнечный, где в 1946—1952 годах он руководил опытным производством. По возвращении в Германию Апель сделал головокружительную карьеру в министерствах машиностроения и тяжёлого машиностроения ГДР. С 1953 года занимал должность заместителя министра, а с 1955 по март 1958 года — министра тяжёлого машиностроения.
В 1954 году Апель был принят кандидатом в члены СЕПГ, а в 1957 году стал членом СЕПГ. После самоубийства Герхарта Циллера, отвечавшего за вопросы экономической политики в Политбюро ЦК СЕПГ, Эрих Апель возглавил в феврале 1958 года новую экономическую комиссию при Политбюро ЦК СЕПГ и в том же году был назначен председателем экономического комитета в Народной палате ГДР. На V съезде СЕПГ в июле 1958 года Эрих Апель был избран кандидатом в члены ЦК СЕПГ, а на 9-м пленуме ЦК в июле 1960 года — членом ЦК СЕПГ. В июле 1961 года Апеля избрали кандидатом в члены Политбюро ЦК СЕПГ и секретарём ЦК СЕПГ. В 1960 году Апель защитил докторскую диссертацию.
Как член президиума, а позднее заместитель председателя Совета министров ГДР и председатель Государственной плановой комиссии, Эрих Апель в начале 1960-х годов сыграл решающую роль в реализации инициированной им новой экономической системы планирования и руководства, своего рода социалистического рыночного хозяйства. Апель также выступал против однобокой ориентации экономики на СССР и за торговые отношения с Западом, пропагандировал торговую политику выбора партнёров с экономической, а не идеологической точки зрения. После смещения с должности Н. С. Хрущёва в 1964 году экономическая политика Апеля подверглась критике со стороны нового лидера СССР Л. И. Брежнева.
В сентябре 1965 года переговоры, проходившие в Москве с участием Ульбрихта и Апеля по поводу заключения нового торгового соглашения между СССР и ГДР на 1966—1970 годы, зашли в тупик: советская сторона отказывалась увеличить поставки столь необходимых для ГДР нефти и прокатной стали и пересматривать невыгодные для ГДР тарифы и требовала экспортные поставки в непосильных для ГДР объёмах. После срыва переговоров Апель лишился поддержки и в руководстве ГДР: его новый пятилетний план подвергся разгромной критике на заседании Политбюро ЦК СЕПГ, кроме того, на сторону критиков перешёл друг и соратник Апеля по новой экономической системе Гюнтер Миттаг. Трудные переговоры с СССР о заключении торгового соглашения продолжились в ноябре, советская сторона в ультимативной форме установила срок подписания торгового соглашения с министром внешней торговли СССР Н. С. Патоличевым в Берлине — не позднее 11:00 3 декабря 1965 года. За час до наступления срока подписания нового торгового соглашения, которому он всячески противился, и после острого конфликта с партаппаратчиком Альфредом Нойманом Эрих Апель застрелился из служебного оружия в своём кабинете в Министерском доме на Лейпцигской улице в Берлине.
Смерть реформатора экономики ГДР обросла слухами и домыслами: по другим версиям он застрелился у себя дома или стал жертвой политического убийства. Точные мотивы самоубийства Апеля остались неизвестны. Вилли Брандт предположил, что Эрих Апель покончил с жизнью в знак протеста против эксплуатации ГДР со стороны СССР. По другой версии, Апель опасался санкций на ближайшем заседании ЦК СЕПГ. В официальном заключении о смерти председателя Государственной плановой комиссии говорилось, что его смерть наступила вследствие острого нервного срыва на фоне общего переутомления. Похоронен с государственными почестями в Мемориале социалистов на Центральном кладбище Фридрихсфельде в Лихтенберге.

## Публикации
- Durch sozialistische Rekonstruktion und Erhöhung der Arbeitsproduktivität zur Erfüllung des Siebenjahrplans, Berlin 1959
- Das Chemieprogramm der Deutschen Demokratischen Republik. Ein wichtiger Faktor im ökonomischen Wettbewerb zwischen Sozialismus und Kapitalismus, Berlin 1960
- Aktuelle Aufgaben zur Erhöhung der Qualität der Leitung der Volkswirtschaft durch die Verbesserung der komplexen Planung, insbesondere durch die Beachtung der Wechselwirkung zwischen Organisation und Technik und die Ausarbeitung der Pläne «Neue Technik», Berlin 1961
- Neue Fragen der Planung. Zur Rolle und zu den Aufgaben der zentralen staatlichen Planung im neuen ökonomischen System der Planung und Leitung der Volkswirtschaft, Berlin 1963
- Aktuelle Fragen der ökonomischen Forschung, Berlin 1964
- Wissenschaftliche Führungstätigkeit — neue Rolle der VVB, Berlin 1964
- Ökonomische Gesetze des Sozialismus und neues ökonomisches System der Planung und Leitung der Volkswirtschaft, Berlin 1964
- Planmässige Wirtschaftsführung und ökonomische Hebel, Berlin 1964
- Fragen der Anwendung des neuen ökonomischen Systems der Planung und Leitung der Volkswirtschaft bei der Vorbereitung und Durchführung der Investitionen, Berlin 1965
- Апель Э., Миттаг Г. Новые экономические методы планирования и руководства народным хозяйством ГДР. / Пер. с нем. Под общ. ред. к. э. н. М. В. Сенина. — М. : Прогресс, 1966. — 495 с.